# Cubalhão
Cubalhão és una freguesia portuguesa del concelho de Melgaço, amb 10,61 km² de superfície i 209 habitants (2001). La seva densitat de població és de 19,7 hab/km².

## Galeria

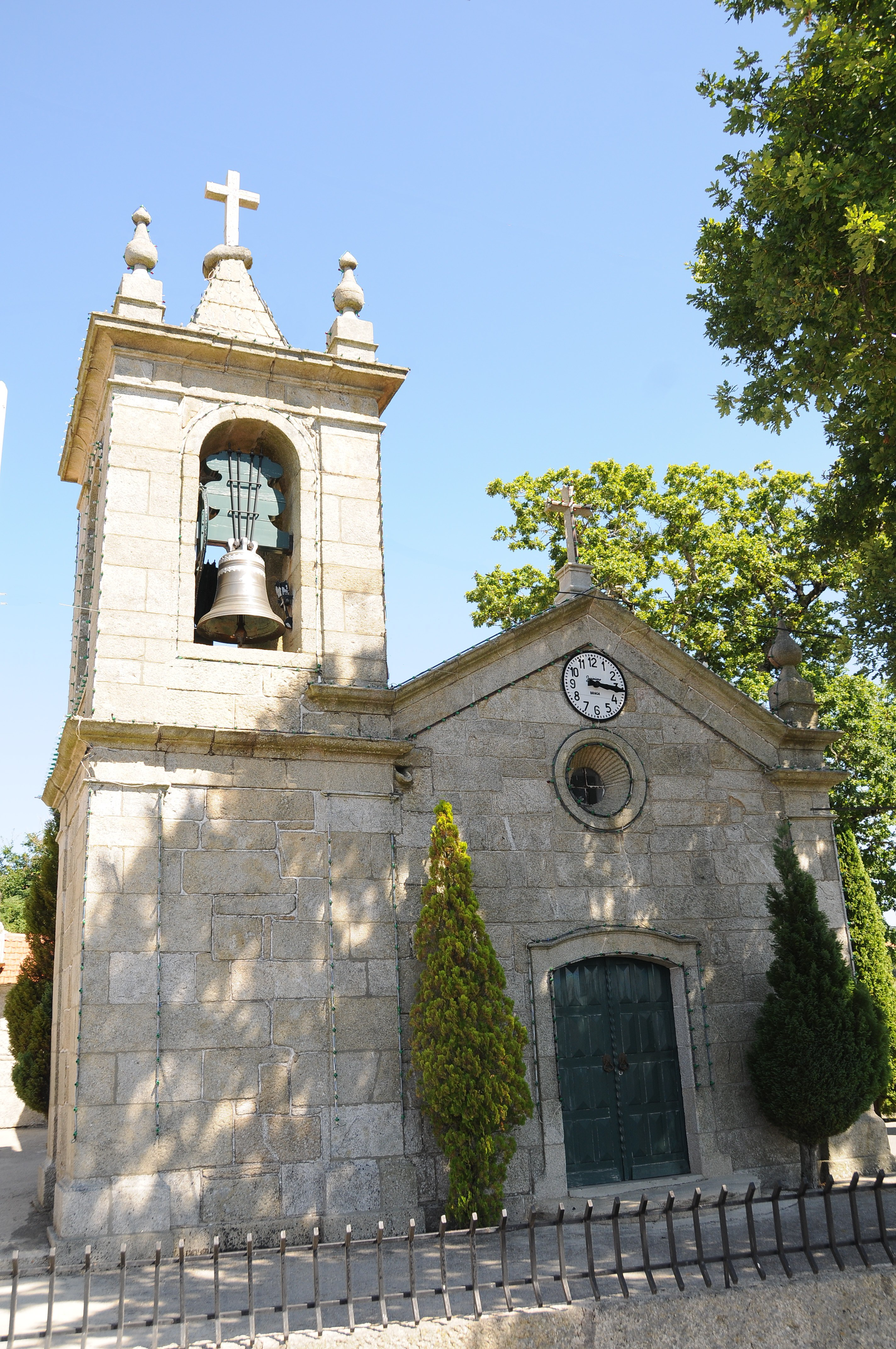
Església de Cubalhão